# 韋爾奇鎮區 (密蘇里州開普吉拉多縣)
韋爾奇鎮區（英語：Welch Township）是位於美國密蘇里州開普吉拉多縣的一個行政鎮區。

## 地方資料
韋爾奇鎮區的面積為154.23平方千米，當中陸地面積為153.86平方千米，而水域面積為0.36平方千米。根據2020年美國人口普查的數據，當地共有人口1131人，而人口密度為每平方千米7.33人。